# کالارد هریس
کالارد هریس (به انگلیسی: Callard Harris) یک بازیگر آمریکایی است که بیشتر برای ایفای نقش «تیری ونچور» در سریال اصیل‌ها شناخته شده‌است.

## اوایل زندگی
- هریس در دوران مدرسه خود در یک تیم گلف بوده و تیم وی برنده مسابقات گلف میشیگان شد.[۲]
- وی پس از اینکه نقش جزئی در سریال‌های تلویزیونی آمریکایی بازی کرده بود، اولین نقش اصلی خود را در فصل دوم سریال درام آمریکایی فرزندان آشوب ایفا کرد و جایی که او ایفاگر نقش دلال اسلحه ایرلندی، ادموند هِیس بود.
- کالارد هریس علاوه بر بازیگری، یک طراح عکس تیشرت نیز هست.

## فیلم‌ها
- اصیل‌ها (۱۰ قسمت)
- فرزندان آشوب (۸ قسمت)
- به جنگل خوش آمدید
- یواس‌اس ایندیاناپلیس: مردان دلیر